# Liste der palästinensischen Botschafter in Deutschland

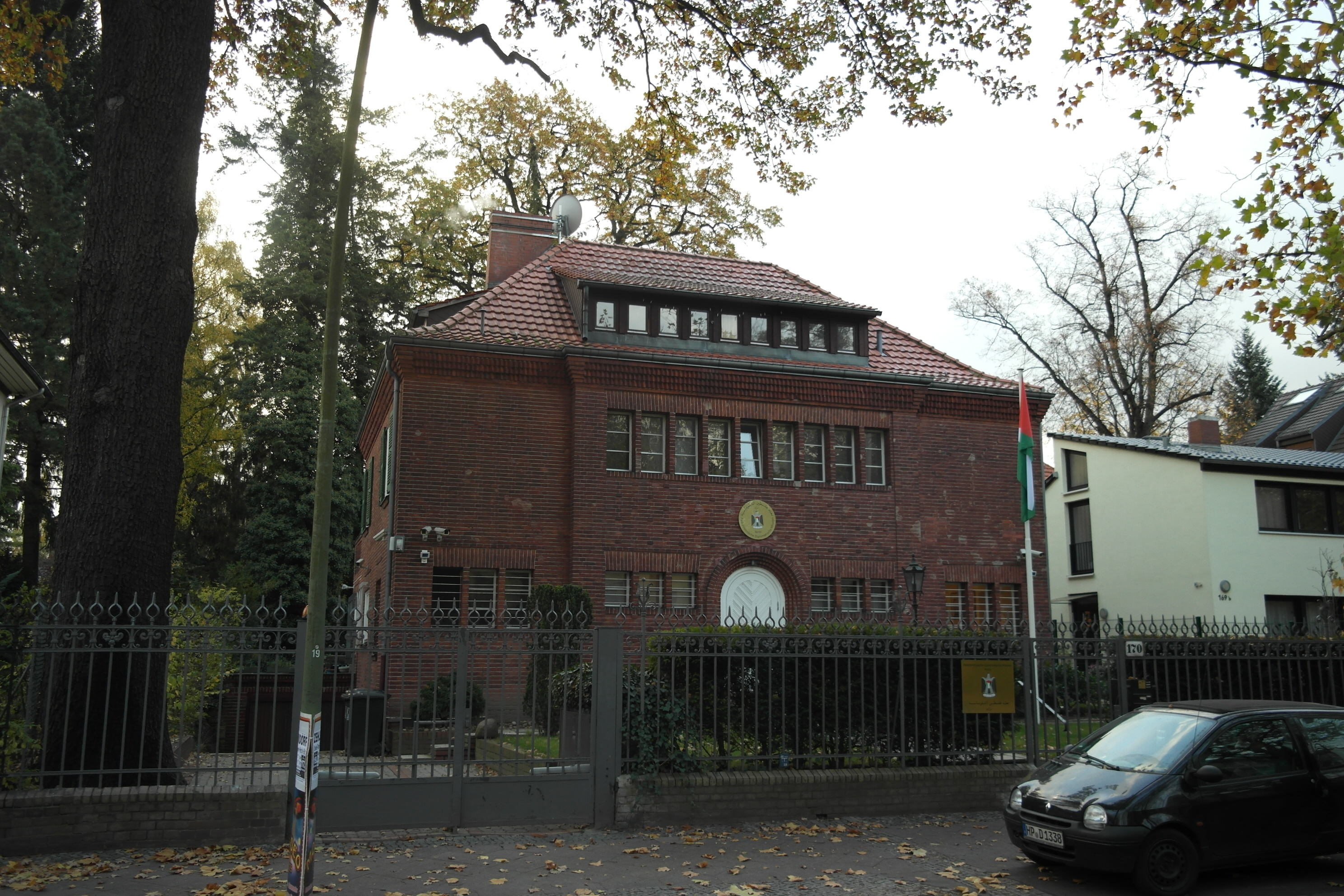
Die Palästinensische Generaldelegation, die Auslandsvertretung der Palästinensischen Autonomiegebiete, befindet sich am Ostpreußendamm 170 in Berlin.

| Akkreditierung | Botschafter                | Bemerkungen                                                           | Präsident der Palästinensischen Autonomiebehörde | akkreditiert während der Regierung von               | Posten verlassen |
| -------------- | -------------------------- | --------------------------------------------------------------------- | ------------------------------------------------ | ---------------------------------------------------- | ---------------- |
| 1993           | Abdallah Frangi            | offizieller Generaldelegierter der palästinensischen Autonomiebehörde | Jassir Arafat Mahmud Abbas                       | Kabinett Kohl IV Kabinett Kohl V Kabinett Schröder I | 2005             |
| 2006           | Hael Al-Fahoum             | Generaldelegierter Palästinas in Deutschland                          | Mahmud Abbas                                     | Kabinett Merkel I Kabinett Merkel II                 | 2010             |
| 18. Aug. 2010  | Salah Abdel-Shafi          | Leiter der Palästinensischen Generaldelegation                        | Mahmud Abbas                                     | Kabinett Merkel II                                   | 2013             |
| 28. Aug. 2013  | Khouloud Daibes abu Dayyeh | Botschafterin                                                         | Mahmud Abbas                                     | Kabinett Merkel III Kabinett Merkel IV               | 2021             |
| 15. März 2022  | Laith Arafeh               | außerordentlicher und bevollmächtigter Botschafter                    | Mahmud Abbas                                     | Kabinett Scholz                                      |                  |

| Akkreditierung | Botschafter     | Bemerkungen                            | Präsident der Palästinensischen Befreiungsorganisation PLO | akkreditiert während der Regierung von                                                                         | Posten verlassen |
| -------------- | --------------- | -------------------------------------- | ---------------------------------------------------------- | --- | ---------------- |
| 1974           | Abdallah Frangi | offizieller Generaldelegierter der PLO | Jassir Arafat                                              | Kabinett Schmidt I Kabinett Schmidt II Kabinett Schmidt III Kabinett Kohl I Kabinett Kohl II Kabinett Kohl III | 1990             |

| Akkreditierung | Botschafter          | Bemerkungen                     | Präsident der Palästinensischen Befreiungsorganisation PLO | akkreditiert während der Regierung von | Posten verlassen |
| -------------- | -------------------- | ------------------------------- | ---------------------------------------------------------- | -------------------------------------- | ---------------- |
| 1974           | Ali Al-Kurdi         | offizieller Botschafter der PLO | Jassir Arafat                                              | Willi Stoph                            | 1973             |
| 1980           | Essam Kamil Al-Salem | offizieller Botschafter der PLO | Jassir Arafat                                              | Willi Stoph                            | 1990             |